# مظلة دينية

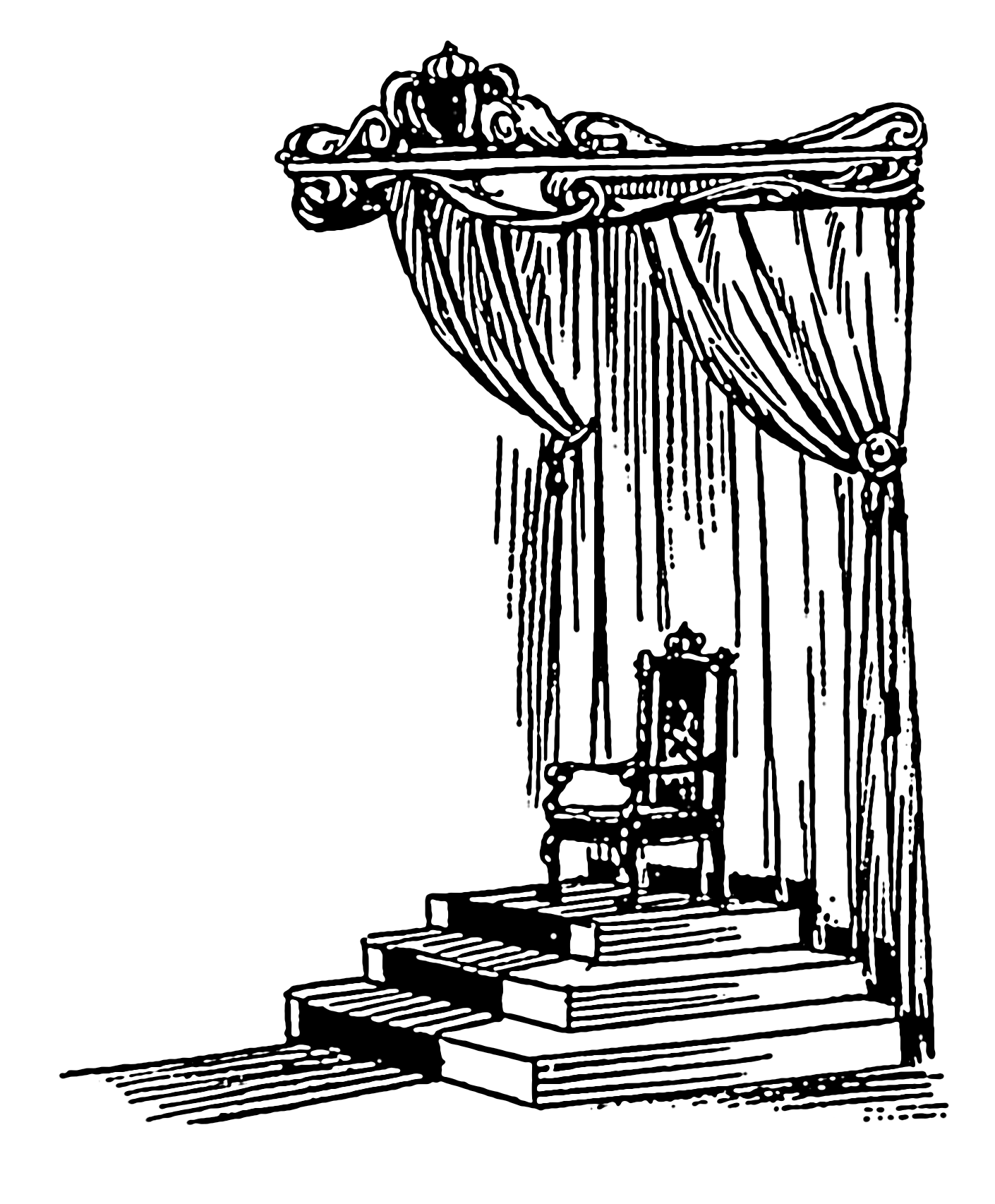
رسم ظلة الدولة فوق عرش ، موضوع على منصة

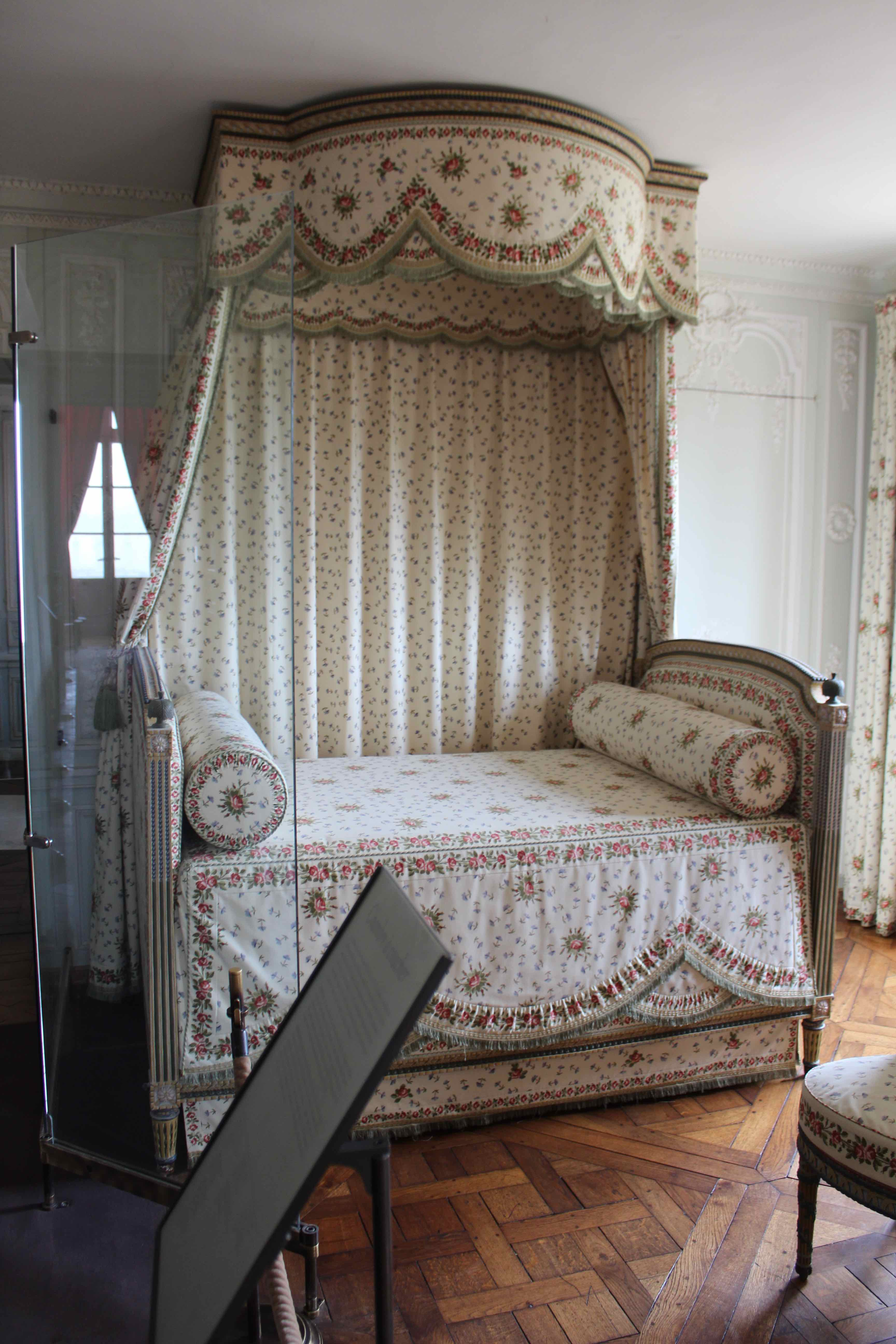
سرير ماري أنطوانيت، الذي يحتوي على ظلة، في تريانون الصغير في فرساي في فرنسا

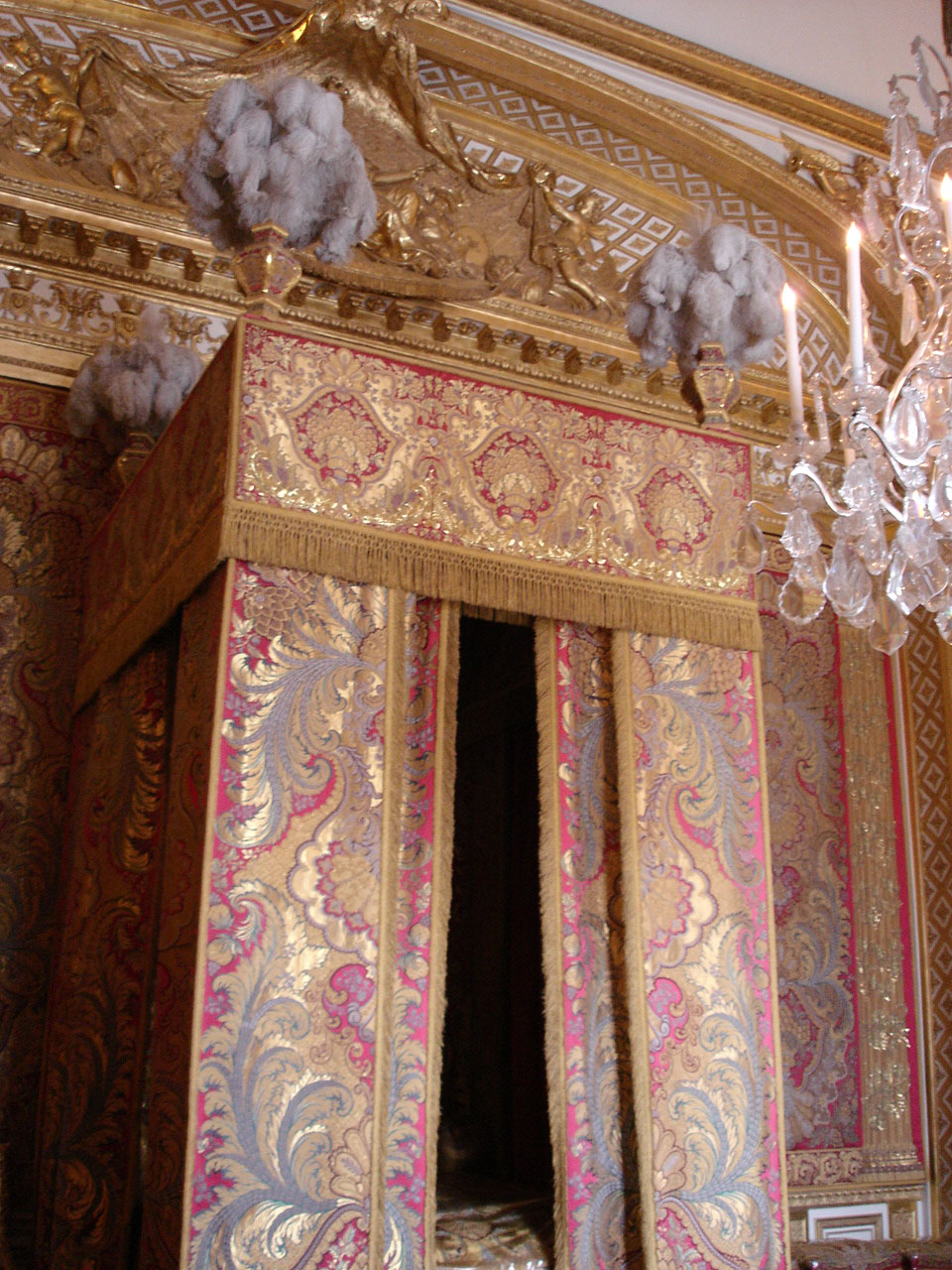
سرير الدولة للويس الرابع عشر ملك فرنسا في فرساي

المظلة الدينية أو الظُّلَّة أو ظُلَّة الدولة التي توضع عادة فوق مذبح أو عرش. كانت بداياتها مظلة من القماش وأصبحت سمة معمارية قوية ودائمة، خاصة فوق المذابح العالية في الكاتدرائيات ، حيث يُطلق على هذا الهيكل بشكل صحيح اسم الظلة القبية عندما يكون معماريًا بدرجة كافية. تُحمل على أعمدة، خاصة عندما تكون منفصلة عن الجدار المحيط. قماش الشرف هو قطعة قماش أبسط معلقة عموديًا خلف العرش، وعادةً ما تستمر في تشكيل المظلة.